# 蒙福尔 (曼恩-卢瓦尔省)
蒙福尔（法語：Montfort，法語發音：[mɔ̃fɔʁ] ⓘ）是法国曼恩-卢瓦尔省的一个旧市镇，属于索米尔区。2016年12月30日，蒙福尔和相邻的7个市镇合并为新市镇安茹地区杜埃（Doué-en-Anjou）。

## 地理
蒙福尔（47°11'51"N, 0°12'40"W）面积4.41 平方千米，位于法国卢瓦尔河地区大区曼恩-卢瓦尔省，该省份为法国西部内陆省份，大致对应安茹地区，北起顺时针与马耶讷省、萨尔特省、安德尔-卢瓦尔省、维埃纳省、德塞夫勒省、旺代省、大西洋卢瓦尔省和伊勒-维莱讷省接壤。
与蒙福尔接壤的市镇（或旧市镇、城区）包括：布罗赛、锡宰拉马德莱娜、杜埃拉方丹、福尔日。

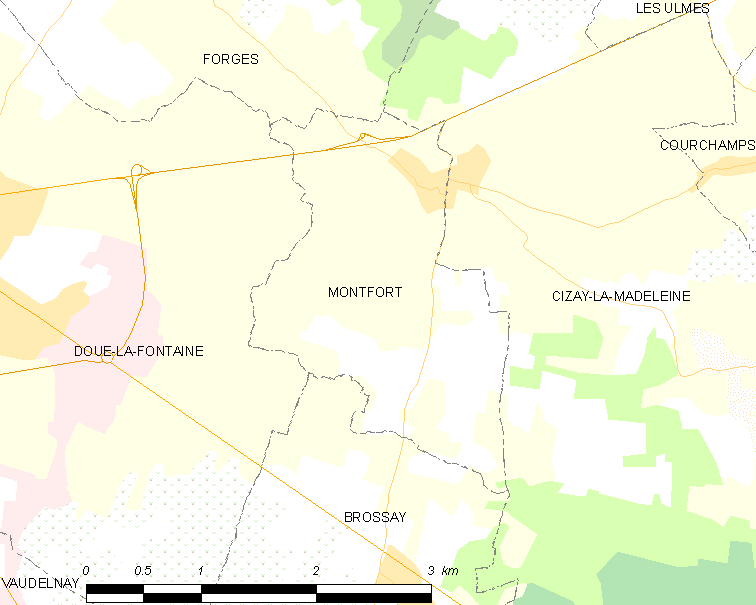
的OSM定位图

蒙福尔的时区为UTC+01:00、UTC+02:00（夏令时）。

## 行政
蒙福尔的邮政编码为49700，INSEE市镇编码为49207。

## 政治
蒙福尔所属的省级选区为安茹地区杜埃县。

## 人口

1962-2008年间人口变化图示

蒙福尔于2018年1月1日时的人口数量为107人。